# نيهال سارين
نيهال سارين (مواليد 13 يوليو 2004) هو لاعب شطرنج هندي حصل على لقب أستاذ كبير وهو في عمر ال14 عام.

## روابط خارجية
- نيهال سارين على موقع الاتحاد الدولي للشطرنج (الإنجليزية)
- نيهال سارين على موقع مباريات الشطرنج (الإنجليزية)
- نيهال سارين على موقع 365Chess.com (الإنجليزية)
- نيهال سارين على موقع Chesstempo.com (الإنجليزية)